# Habenaria mossii
Habenaria mossii là một loài thực vật thuộc họ Orchidaceae. Đây là loài đặc hữu của Nam Phi. Môi trường sống tự nhiên của chúng là vùng đồng cỏ ôn đới. Chúng hiện đang bị đe dọa vì mất môi trường sống.